# Favosipora adunca
Favosipora adunca är en mossdjursart som beskrevs av Dick, Tilbrook och Shunsuke F. Mawatari 2006. Favosipora adunca ingår i släktet Favosipora och familjen Densiporidae. Inga underarter finns listade i Catalogue of Life.